# Estadio de la Asociación de Fútbol de Anguila
El Estadio de la Asociación de Fútbol de Anguila (en inglés: Anguilla Football Association’s Stadium) es un estadio de fútbol en la localidad de The Valley (El Valle), la capital del territorio británico de ultramar de Anguila en el Mar Caribe. El estadio tiene una capacidad aproximada para recibir a 1.100 personas y fue inaugurado con la presencia de Joseph Blatter a nombre de la FIFA, en septiembre de 2010.